# NGC 1000
NGC 1000 je galaksija u zviježđu Andromeda.

## Vanjske poveznice
- SEDS: NGC 1000